# Aeroklub Bydgoski

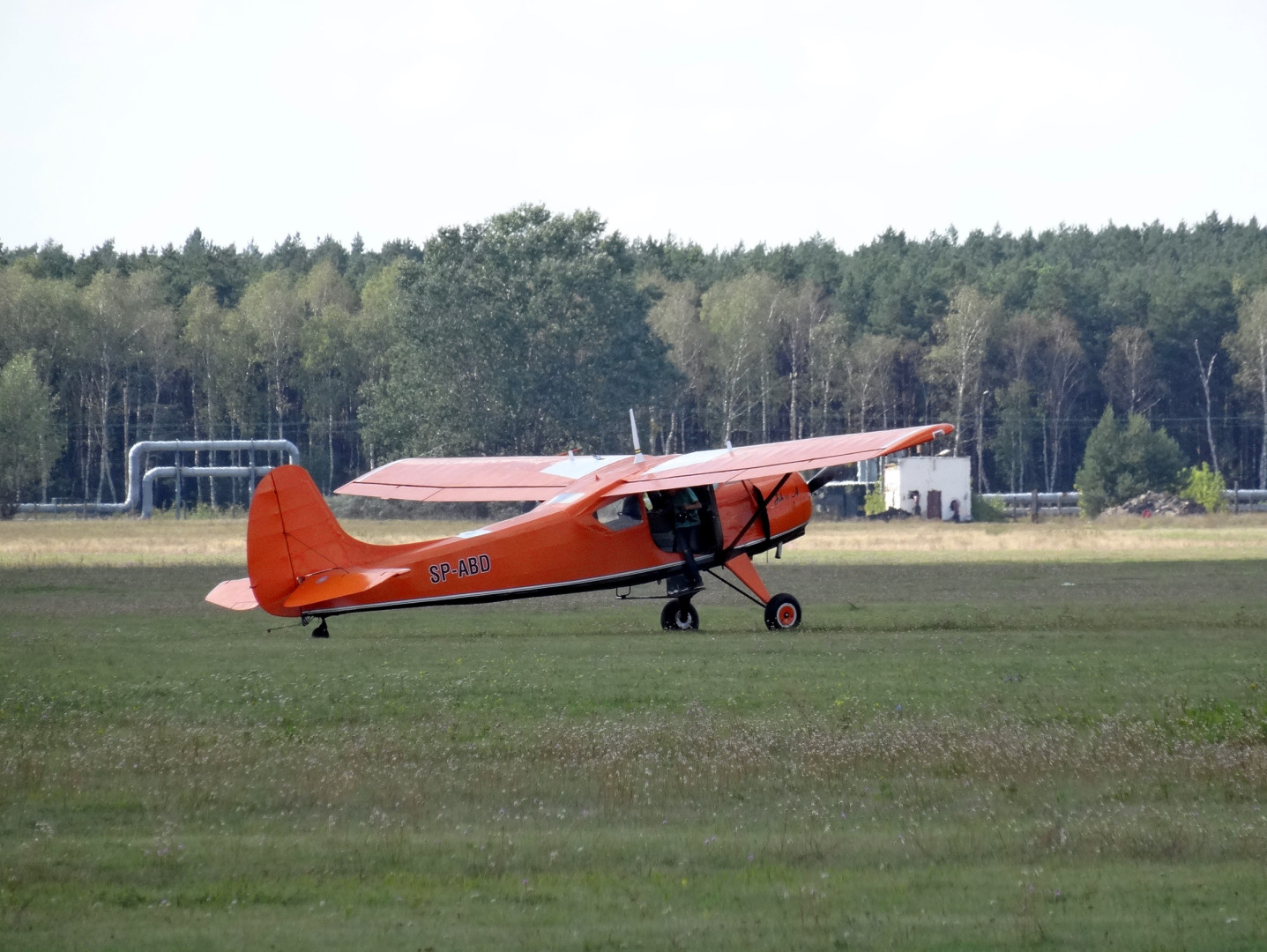
Samolot na lotnisku aeroklubowym w Bydgoszczy

Aeroklub Bydgoski – stowarzyszenie, regionalny oddział Aeroklubu Polskiego utworzony w Bydgoszczy, początkowo jako filia Aeroklubu Pomorskiego, a od lutego 1946 roku jako jednostka samodzielna. Bazą aeroklubu jest Lotnisko Bydgoszcz-Biedaszkowo, położone w pobliżu portu lotniczego Bydgoszcz-Szwederowo.

## Lokalizacja
Siedziba aeroklubu znajduje się w południowo-zachodniej części miasta Bydgoszczy przy ulicy Biedaszkowo 28D. W sąsiedztwie znajduje się lotnisko aeroklubowe, które od wschodu graniczy z portem lotniczym Bydgoszcz.

## Sekcje specjalistyczne
- samolotowa, w tym mikrolotowa
- szybowcowa
- modelarska
- Bydgoski Klub Seniorów Lotnictwa

### historyczne
- spadochronowa
- lotniarska

## Historia
Tradycje sportów lotniczych w Bydgoszczy sięgają okresu międzywojennego. Prowadzono tu szeroko zakrojoną działalność szkoleniową w zakresie pilotażu samolotów, szybownictwa i spadochroniarstwa. Znakiem tej działalności jest m.in. Góra Szybowników w bydgoskiej dzielnicy Fordon. W 1935 założono Aeroklub Pomorski w Toruniu z filią w Bydgoszczy, w której działały sekcje: motorowa, szybowcowa, balonowa, spadochronowa i modelarstwa lotniczego. Hangar ówczesnego Aeroklubu został zniszczony w trakcie działań wojennych.
Po II wojnie światowej powstał w Bydgoszczy Oddział Lotnictwa Cywilnego, który reaktywował szkołę szybowcową w Fordonie. 28 lutego 1946 założono Aeroklub Bydgoski, którego zadaniem miało być głównie szkolenie pilotów. Już kilka miesięcy później zorganizował on wielkie pokazy lotnicze z okazji 600-lecia Bydgoszczy, na które przybył marszałek Polski Michał Rola-Żymierski. W 1947 roku aeroklub liczył 495 członków, w tym 20 pilotów samolotowych, 187 szybowcowych, 15 skoczków spadochronowych i 25 modelarzy oraz dysponował samolotami Po-2 oraz szybowcami. Na tzw. polu ułańskim przy ul. Szubińskiej zbudowano pole wzlotów i hangary. Po pożarze obiektu pod koniec lat 40. władze Aeroklubu Polskiego nakazały przeniesienie sekcji samolotowej do Inowrocławia, a szybowcowej do Fordonu. W latach 1950–1956 dzięki zaangażowaniu bydgoskich pasjonatów lotnictwa nie dopuszczono do likwidacji aeroklubu, a szkolenie szybowcowe prowadzone w Fordonie należało do najlepszych w Polsce. Przy ul. Jagiellońskiej i na Wyspie Młyńskiej założono warsztaty i stolarnię Bydgoskiego Ośrodka Lotnictwa oraz centralne warsztaty wyciągarkowe.
W 1958 siedziba aeroklubu została przeniesiona na lotnisko przy ul. Biedaszkowo, gdzie w latach 1958–1964 zbudowano wojskowy port lotniczy z niezbędną infrastrukturą nawigacyjną, a dla aeroklubu wzniesiono hangary, budynek biurowy i warsztat. W 1963 roku szkoła szybowcowa w Fordonie została zlikwidowana, a jej kadra szkoleniowa i wyposażenie włączone do Aeroklubu Bydgoskiego. Dodatkowo w 1980 założono filię Aeroklubu Bydgoskiego w Pile. Działalność sportowa była prowadzona w sekcjach: szybowcowej, samolotowej, spadochronowej, modelarstwa lotniczego (1957) i lotniarskiej (1974). W przekroju historycznym duże sukcesy krajowe i międzynarodowe osiągali szybownicy, spadochroniarze i modelarze, lotniarze i motolotniarze Aeroklubu Bydgoskiego.
14 lipca 2020 około 10:10 w trakcie szkolenia praktycznego z pilotażu samolot typu Tecnam spadł na płytę lotniska, stając w płomieniach. Instruktor i kursant zginęli na miejscu wypadku.

## Działalność sportowa

### Sekcja szybowcowa

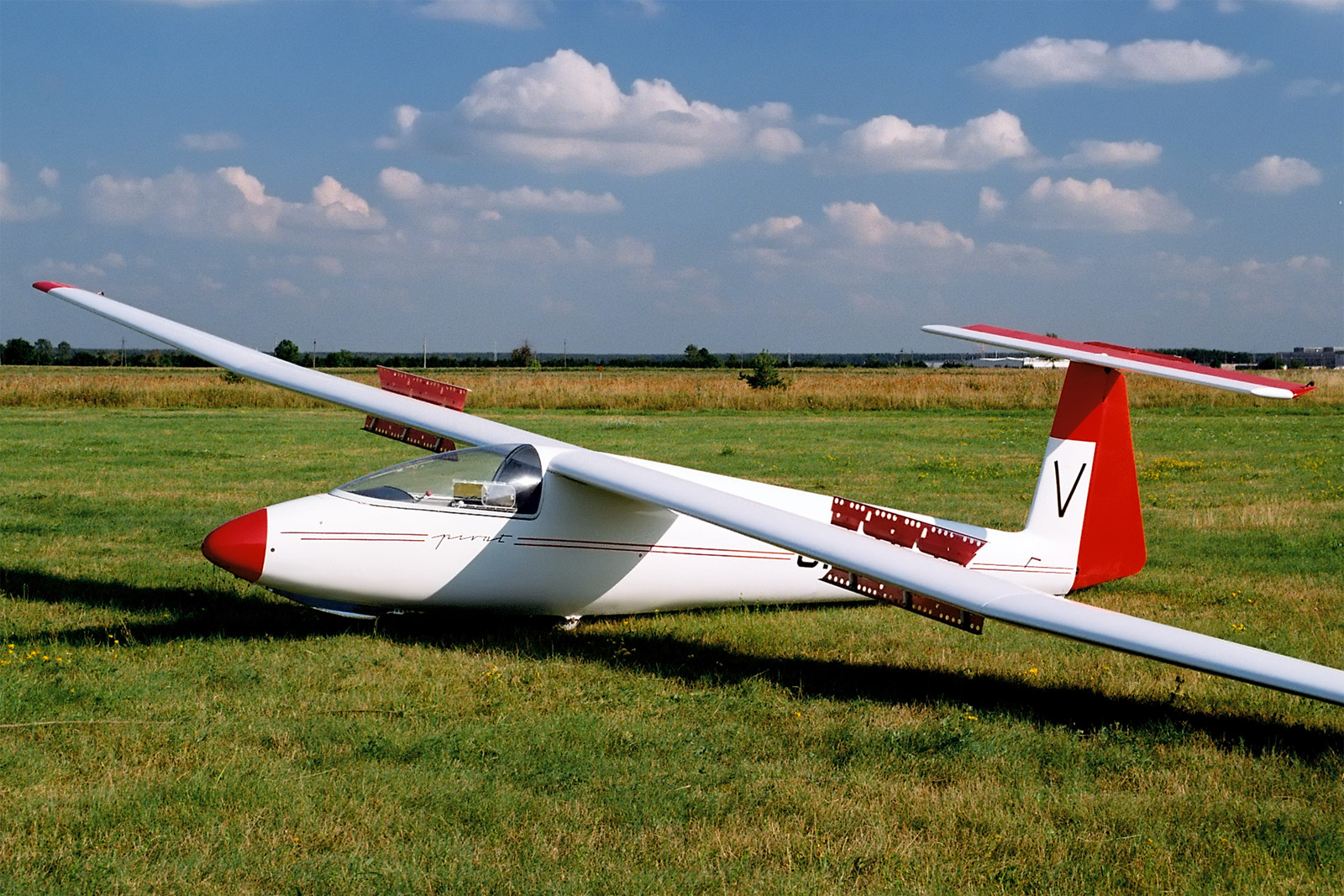
Szybownictwo

Pierwsze srebrne i złote odznaki szybowcowe bydgoscy piloci zaczęli zdobywać w 1947 roku. W latach 1950–1958 bazą sekcji szybowcowej Aeroklubu Bydgoskiego była szkoła szybowcowa w Fordonie. Dzięki niej w 1953 aeroklub zajął w szkoleniu szybowcowym 2. miejsce w Polsce, a w 1954 – 1. miejsce. Dysponowano w tym czasie m.in. szybowcami szkolnymi SG 38 i wyczynowymi typu IS-C Żuraw, Grunau Baby, SZD-10 Czapla, IS-2 Mucha. W latach 60. XX w. bydgoscy szybownicy zaczęli osiągać sukcesy na arenie ogólnopolskiej i międzynarodowej. Jan Wróblewski został dwukrotnie mistrzem świata (1965 – klasa otwarta, 1972 – klasa standard) oraz wicemistrzem (1970 – klasa standard). Medalistami mistrzostw Polski byli obok Wróblewskiego m.in.: Alfred Bzyl, Tadeusz Gołata, Marian Torz i inni. W 1963 Jan Wróblewski pobił rekord świata w przelocie docelowo-powrotnym pokonując trasę 680 km z Leszna do Olsztyna i z powrotem, a Alfred Bzyl wraz z Ludwikiem Piaseckim 14 lipca 1968 roku ustanowili rekord Polski w przelocie po trójkącie długości 500 km w kategorii szybowców dwumiejscowych. Do tego Bzyl dwukrotnie zwyciężył w memoriale Ryszarda Bitnera (1967, 1968).
W latach 60., 70. i 80. XX w. w aeroklubie wyszkolono kilka tysięcy pilotów, którzy zdobyli 250 srebrnych, 55 złotych i 18 złotych odznak szybowcowych z trzema diamentami (najwyższe trofeum szybownika). Jan Wróblewski jako jeden z nielicznych w świecie otrzymał od Międzynarodowej Federacji Lotniczej Medal Lilienthala (1972).

### Sekcja samolotowa
Bydgoszcz posiada bogate tradycje w zakresie szkolenia pilotów i mechaników lotniczych z okresu międzywojennego. W latach 1920–1939 funkcjonowały tu m.in. Szkoła Pilotów (zał. 1920) i Centralna Szkoła Mechaników Lotniczych (zał. 1924), połączone później w Centrum Wyszkolenia Podoficerów Lotnictwa i przekształcone w 1934 w Centrum Wyszkolenia Lotnictwa nr 2 oraz Cywilna Szkoła Mechaników Lotniczych. Do znanych absolwentów tych szkół należeli m.in.: Franciszek Żwirko, Stanisław Skarżyński, Bolesław Orliński, Jerzy Bajan, Karol Pniak, Stanisław Płonczyński, Stanisław Rogalski, Zygmunt Puławski i inni.
Po II wojnie światowej piloci Aeroklubu Bydgoskiego uprawiali sport samolotowy, zdobywając m.in. wielokrotne tytuły mistrzów Pomorza, wicemistrzostwo Polski (1968, Ludwik Merło) oraz wysokie lokaty w międzynarodowych rajdach lotniczych. W latach 70. i 80. XX w. do kadry Polski powołano kilkunastu pilotów Aeroklubu, którzy uczestniczyli w zawodach rajdowo-nawigacyjnych i w lataniu precyzyjnym (Ludwik Merlo, Lech Szutowski, Władysław Koślicki, Alfred Bzyl, Marek Bukowski, Jerzy Cieszyński, Andrzej Korzeniowski, Dariusz Kubicki). W latach 1957–1986 na bydgoskim lotnisku wyszkolono ok. 430 pilotów, którzy zasilili kadry lotnictwa wojskowego, cywilnego i usług agrolotniczych.

### Sekcja spadochronowa
Spadochroniarstwo uprawiano na lotnisku Aeroklubu Bydgoskiego od 1957 roku. W latach 70. XX w. szereg zawodników i zawodniczek uzyskiwało tytuły mistrzów i wicemistrzów Polski, m.in. Grażyna Olbrycht, Leszek Biernat, Włodzimierz Kowalaszek, Beata Leszczyńska, Stanisław Barwik, Wiesław Szafrański. W 1973 Aeroklub Bydgoski zdobył drużynowo tytuł mistrza Polski, a wicemistrza w 1975 roku. Odznaki spadochronowe z trzema diamentami zdobyli m.in.: Czesław Robak, Bohdan Porębski, Andrzej Kowalski, Jerzy Leński, Janusz Świtała, Wiesław Szafrański, Stanisław Barwik i Włodzimierz Kowalaszek. W 1962 roku Andrzej Kowalski jako piąty spadochroniarz w Polsce wykonał pokazowy skok z odrzutowca przy pomocy katapulty.
W 1991 przy Aeroklubie Bydgoskim założono Oddział XI Związku Polskich Spadochroniarzy (www), a w latach 1998–2002 działała pierwsza w Polsce prywatna szkoła spadochronowa „Daymos”. W 1980 zorganizowano po raz pierwszy Międzynarodowe Zawody Spadochronowe o Puchar Bydgoszczy.

### Sekcja modelarstwa lotniczego
Sekcję lotniczego modelarstwa wyczynowego założono w 1957 roku przejmując po Lidze Lotniczej 2 istniejące modelarnie lotnicze w Bydgoszczy. W latach 70. modelarstwo była bardzo popularne w Bydgoszczy (43 warsztatów dla młodzieży). Do 1976 w mistrzostwach Polski (seniorów i juniorów) uzyskano 16 medali (7 , 3 , 6 ). Czołową postacią modelarstwa lotniczego lat 70. XX w. w Bydgoszczy był Tadeusz Kokoczewski – mistrz świata w drużynie (1974), siedmiokrotny mistrz Polski.

### Sekcja lotniarska
W 1974 przy Aeroklubie Bydgoskim powstała pierwsza w Europie oficjalna sekcja lotniarska założona z inicjatywy pracowników Zakładu Urządzeń Techniki Jądrowej „Polon”: Krzysztofa Kosiora i Ryszarda Łączkowskiego. Bydgoscy zawodnicy (m.in. Bogdan Kantorski, Andrzej Glaziński, Andrzej Kowalski) należeli do pionierów tej dyscypliny w Polsce. Treningi podjęto na Górze Szybowników, gdzie w latach 1933–1963 mieściła się szkoła szybowcowa w Fordonie. W 1975 w Bydgoszczy odbył się I Ogólnopolski Zlot Lotniarzy z udziałem 18 zawodników, a rok później w Międzybrodziu Żywieckim bydgoska sekcja lotniarska zajęła 1. miejsce w Polsce, a mistrzem został Andrzej Kowalski. W latach 1975–1980 w aeroklubie wyszkolono 58 lotniarzy, którzy samodzielnie budowali i udoskonalali sprzęt. W latach 80. XX w. dyscyplina ewoluowała w stronę motolotniarstwa. Zawodnicy Aeroklubu Bydgoskiego w latach 70., 80. i 90. XX w. należeli do czołówki krajowej, zdobywając wiele trofeów ogólnopolskich, indywidualnie i drużynowo. W latach 1984–1986 ogólnopolskie zawody wygrywali m.in. Adam Perz i Krzysztof Kosior, a Karol Kubit jako członek reprezentacji narodowej zdobył w 1994 drużynowe mistrzostwo świata.
W latach 90. XX w. popularne stało się paralotniarstwo, a sekcja przekształciła się w mikrolotową, zrzeszając motolotniarzy oraz pilotów samolotów ultralekkich.

## Bydgoski Klub Seniorów Lotnictwa

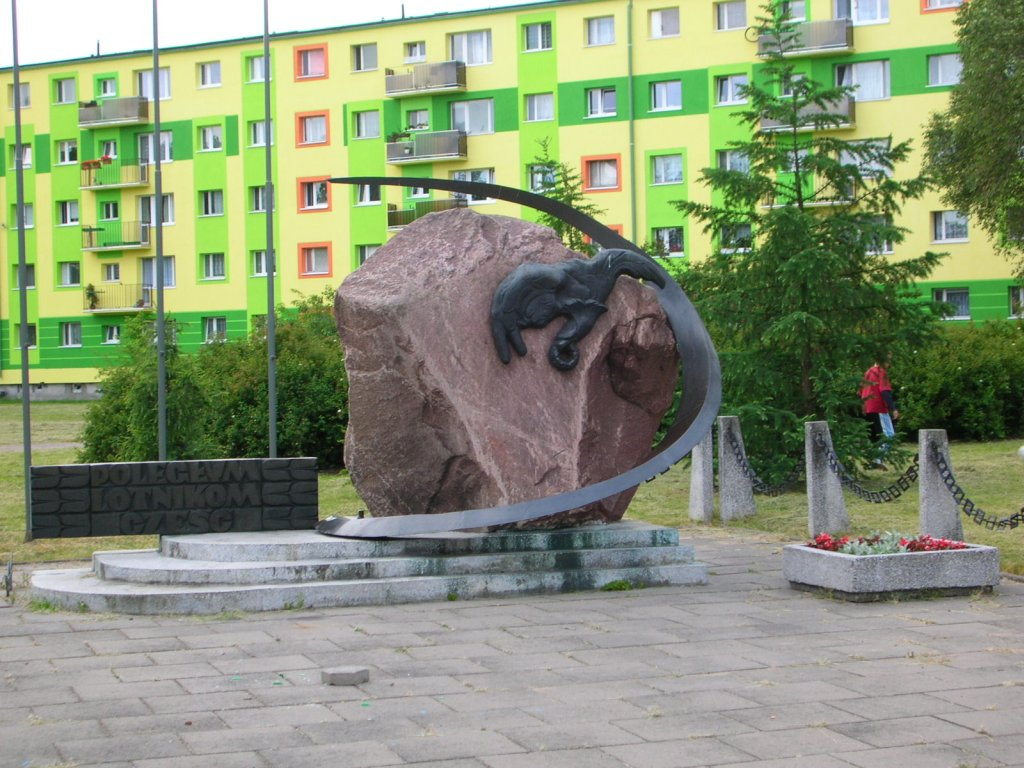
Pomnik Lotników Ziemi Bydgoskiej odsłonięty w 1980 roku z inicjatywy Bydgoskiego Klubu Seniorów Lotnictwa

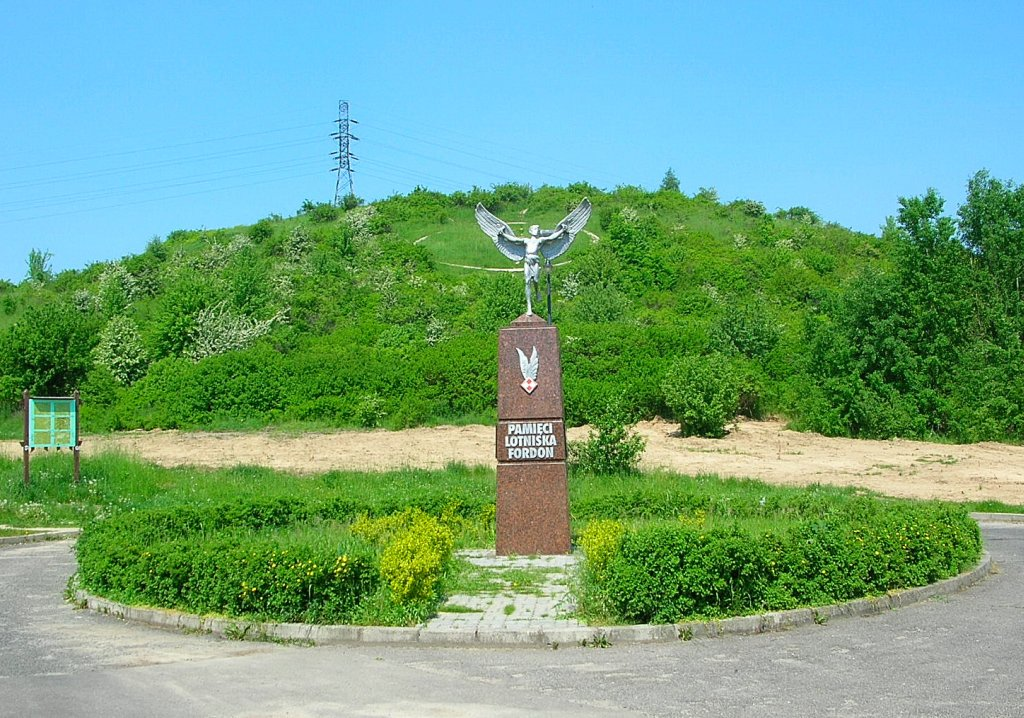
Pomnik Ikara upamiętniający fordońską szkołę szybowcową ustawiony w 2002 roku z inicjatywy Bydgoskiego Klubu Seniorów Lotnictwa

Bydgoski Klub Seniorów Lotnictwa powołano w 1961 roku. Jego pierwszym prezesem był Jan Kieżun – organizator przedwojennej Szkoły Pilotów w Bydgoszczy. Klub prowadził działalność popularyzatorską, dokumentował dzieje lotnictwa na Pomorzu i Kujawach oraz upamiętniał ważne postaci lotnictwa bydgoskiego. Jego dziełem są m.in. pomnik Lotników Ziemi Bydgoskiej na Błoniu (1980), pomnik Ikara upamiętniający szkołę szybowcową w Fordonie (2002), tablice pamiątkowe: Adama Juliusza Zaleskiego (1990), Bolesława Orlińskiego (2004) i zbiorowa lotników poległych na frontach II wojny światowej, a także nadanie 2 szkołom podstawowym, 8 ulicom oraz osiedlu w Fordonie (Szybowników) nazw związanych z bydgoskim lotnictwem.
W 1990 na wniosek Klubu Seniorów Lotnictwa Aeroklubowi Bydgoskiemu nadano imię ppłk pil. Adama Juliusza Zaleskiego, pierwszego komendanta Szkoły Podoficerów Lotnictwa dla Małoletnich w Bydgoszczy, który zginął w 1940 w Charkowie.

## Prezesi Aeroklubu
Poniżej niepełna lista prezesów Aeroklubu Bydgoskiego:
- 1946-… Wojciech Wojewoda
- 1956–1957 Kazimierz Mindak
- 1958-1959 Stanisław Zarębski
- 1960-1963 Czesław Filipiak
- 1964-1966 Zygmunt Delatowski
- 1967-1968 Franciszek Kukliński
- 1968-1977 Adam Kwaśniewski
- 1977-1978 Wincenty Domisz
- 1978-1981 Stefan Bielawski
- 1981-1982 Władysław Przybylski
- 1982–1983 Jan Rostowski
- 1983-1985 Andrzej Barkowski
- 1985-… Władysław Przybylski